# Кливланд Кавалиърс
Кливланд Кавалиърс (кавалерите от Кливлънд) е професионален баскетболен отбор от Кливланд, САЩ. Състезава се в НБА в Централната дивизия на Източната Конференция. В съответ

## История
Отборът е създаден през 1970 година. Участвал е 18 пъти в плейофите. Печелил е източната конференция 1 път, а централната дивизия 3 пъти.

## Успехи
- Шампиони на НБА – 1 път (2016)
- Шампиони на Централната дивизия – 8 пъти (1976, 2009, 2010, 2015, 2016, 2017, 2018, 2025)
- Шампиони на Източната Конференция – 5 пъти (2007, 2015, 2016, 2017, 2018)